# Eugène Jansson
Pour les articles homonymes, voir Jansson.
Eugène Jansson (Stockholm, 1862-1915) est un peintre symboliste suédois.

## Biographie

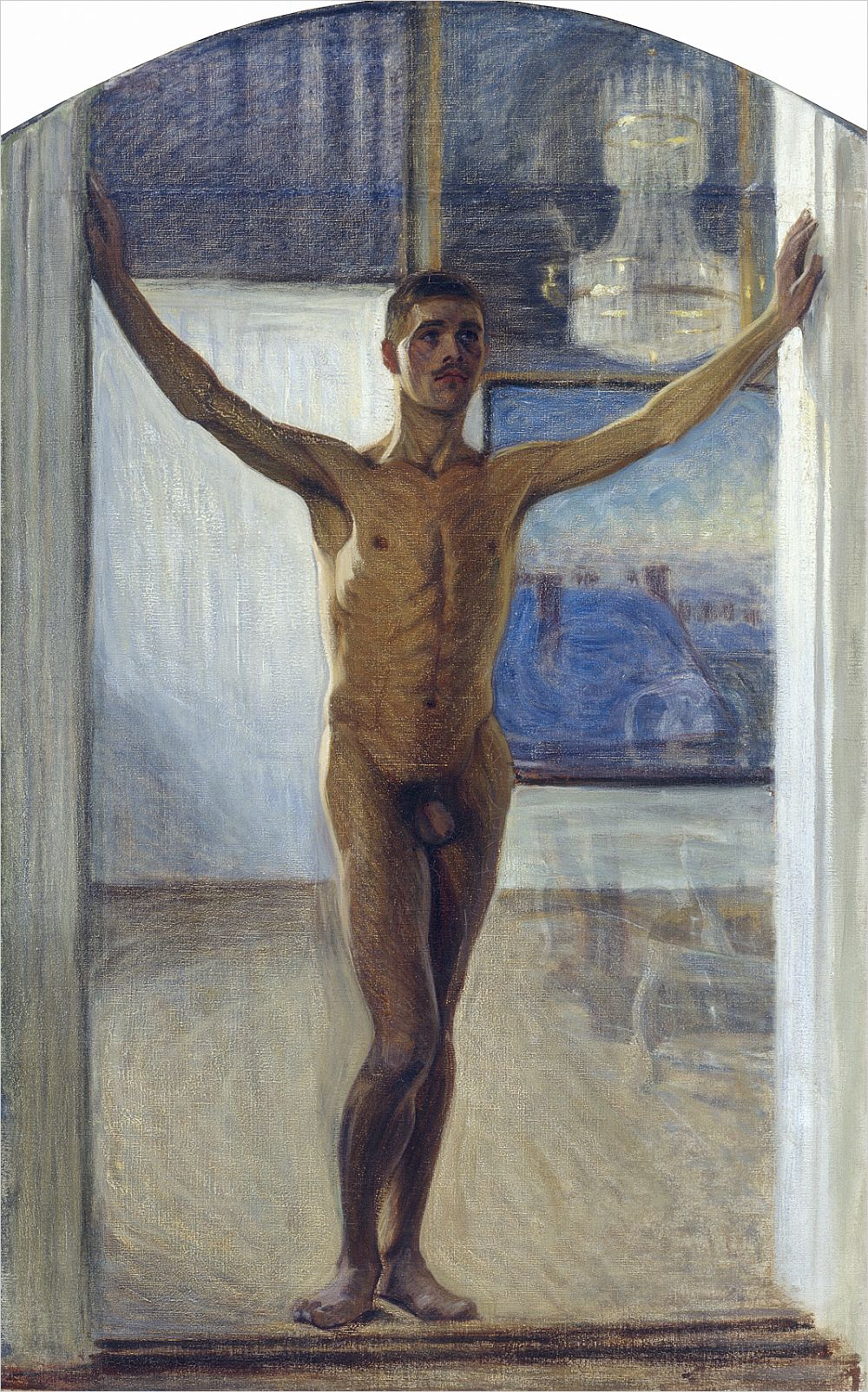
Jeune athlète nu, (1907),
Waldemarsudde, Djurgården, qui représente Knut Nyman.

Né à Stockholm dans le quartier de Norrmalm au sein d'une famille modeste et musicienne, Eugène Jansson sera encouragé dans ses efforts pour devenir peintre malgré sa santé fragile et les problèmes financiers de sa famille. Élève à l'Académie royale des beaux-arts en 1881, il la quitte pour un emploi dans l'atelier de Perseus, un de ses professeurs. Il participe à des expositions dès 1885 et, en 1890, il peint ses premières vues de Stockholm d'abord de jour puis au crépuscule. Il se rendra célèbre pour ses vues nocturnes, bleues et illuminées, de sa ville et de l'archipel de Stockholm l'été. Il s'arrête sur le bleu dans ses paysages, comme Nocturnes en référence à Chopin, son musicien favori.
Il fait la connaissance d'August Strindberg ; quelques musées et de généreux mécènes comme Ernest Thiel lui achètent des toiles, même si d'autres musées refuseront des dons de l'artiste. Vers 1900, Il peint des œuvres d'inspiration prolétariennes, et il restera un fervent socialiste toute sa vie.
À partir de 1904, il prend, sur de grandes toiles, comme sujet principal, le corps masculin nu, athlétique, de jeunes hommes qu'il rencontre dans les établissements de bains de la Marine, surtout celui de Skeppsholmen, et qu'il ramène dans son atelier transformé en salle d'entraînement. Il vit ainsi jusqu'en 1913 avec Knut Nyman rencontré au Flottans badhus, de vingt-cinq ans son cadet et qui est le modèle de plusieurs de ses toiles. Il fréquente à cette époque beaucoup les lieux de plaisir de Stockholm. Sa peinture alors se heurte à une grande résistance et à quelques moqueries.
En 1913, son état de santé se dégrade, et jusqu'en 1915, il peint des scènes de cirque. Il est victime, en 1915, d'une hémorragie cérébrale. Lors de ses obsèques, son ami le peintre Karl Nordström (en) évoqua : «  une rêverie sombre et réservée et une tendre mélancolie, une recherche dans cette nuit bleue d'un idéal à travers le corps humain  ».
Peintre inconnu avant les années 1990 hors de Suède, singulier, hardi et novateur, constamment inquiet, il a suivi un parcours étrange, hanté par la nuit, le désir, et la mort.

## Œuvres
- Habitations prolétaires, 1898, Musée d'Orsay, salle des symbolistes.

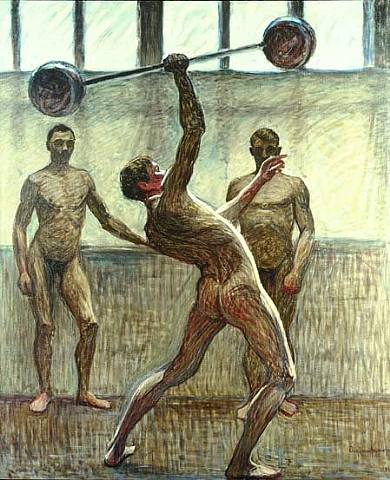
Haltérophiles (1914)
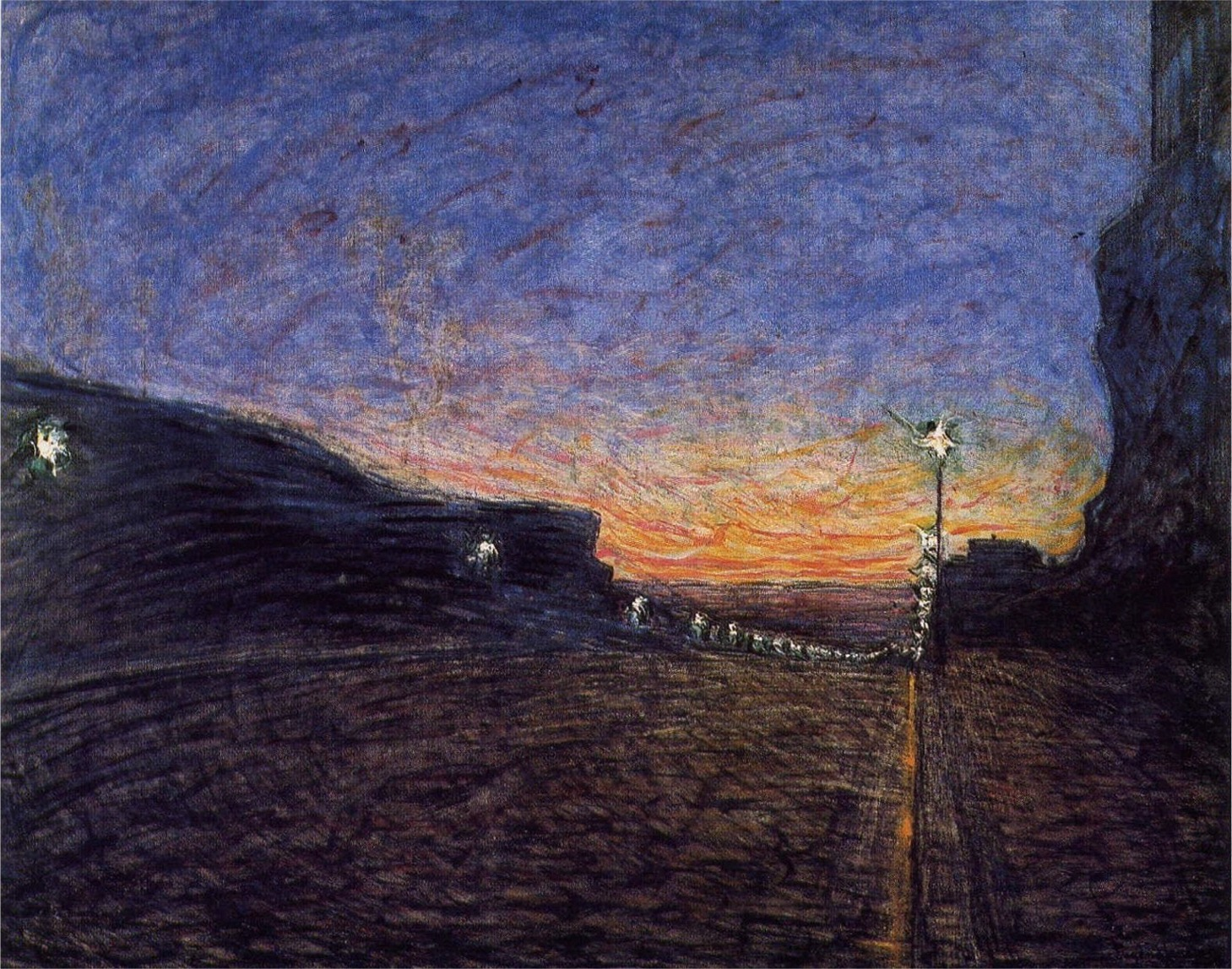
Hornsgatan (1902).
Lever de soleil sur les toits (1868), Nationalmuseum, Stockholm

## Expositions récentes
- Trois tableaux lors de l'Exposition Lumières du Nord au Petit Palais à Paris en 1987.
- Musée d'Orsay, une rétrospective en 1999, Nocturnes suédois.
- Musée d'Orsay, dans l'exposition Au-delà des étoiles - le paysage mystique de Monet à Kandinsky.
- Musée d'art moderne André Malraux, Nuits électriques, du 23 juillet au 1er novembre, Le Havre.